# Katayama Masato
Masato Katayama (sinh ngày 19 tháng 4 năm 1984) là một cầu thủ bóng đá người Nhật Bản.

## Sự nghiệp câu lạc bộ
Masato Katayama đã từng chơi cho Matsumoto Yamaga FC, FC Gifu và Mito HollyHock.